# DGS-Østjylland
|  | Sammenskrivningsforslag Artiklen DGS-Østjylland er foreslået føjet ind i Danske Gymnasieelevers Sammenslutning. (Siden maj 2014) Diskutér forslaget |

DGS-Østjylland er en elevorganisation fra Aarhus etableret i 2003 af det gamle Århus StorElevråd.
Organisationen er uddannelsespolitisk og tværpolitisk. Den beskæftiger sig med erfaringsudveksling elevrådene imellem, videreuddannelse af elevrødder og aktivering af elever.
På en generalforsamling maj 2008 blev DGS-Århus sammenlagt med yderligere 6 gymnasier i Horsens/Vejle-området, og organisationen tog navneændring til det nuværende "DGS-Østjylland", ofte forkortet til "DGSØ".
I foråret 2016 blev tilhørsforholdet for gymnasierne under DGS Østjylland i området omkring Horsens og Vejle overført til DGS Sydmidt. Dette var som følge af en række interne debatter omkring hvorvidt det var praktisk, at DGS Østjylland strakte sig over så stort et geografisk område. 
Organisationen er en region under hovedorganisationen, Danske Gymnasieelevers Sammenslutning. 

## Forpersoner
- 2003-2005 – Uffe Lembo
- 2005-2006 – Jeppe Larsen
- 2006-2007 – Louise Mosgaard
- 2007-2008 – Kristian Bruun
- 2008-2009 – Saila Naomi Stausholm
- 2009-2010 – Juliane Stege
- 2010-2010 – Amanda Megan Schmidt
- 2010-2012 – Clara Ulrich Eggers
- 2012-2013 - Rasmus Holme Nielsen
- 2013-2014 - Isabella Maria Engberg
- 2014-2015 - Lasse Sjøbeck Jørgensen
- 2015-2017 - Mads Eskjær Øbakke
- 2017-2018 - Cathrine Ejlskov Syrtsova
- 2018-2019 - Martin Mejlgaard
- 2019-2020 - Emma KV Andersen
- 2020-2021 - Peter Hove og Clara Wennerstrøm Radl
- 2021-2022 - Oliver Payne og Camilla Louise Pedersen
- 2022-2022 - Alfred Lynge Mikkelsen
- 2022-2023 - Milena Camilla Bak
- 2023-2024 - Freja Sinclair
- 2024-2025 - Mads Dolmer
- 2025-2026 - Cæsar Lyons og Ida Vind

## Næstforpersoner
- 2013-2014 - Valdemar Davidsen
- 2014-2015 - Flemming Saugmann Brun
- 2015-2016 - August Severinsen Cortes
- 2016-2017 - William Vinther
- 2017-2018 - ?
- 2018-2019 - Gertrud Lynge Mikkelsen og Elvira Zachariasen
- 2019-2020 - Oline Nitschke og Emma MacLean Sinclair
- 2020-2021 - Ingen næstformænd
- 2021-2022 - Ingen næstformænd
- 2022-2023 - Alberte Krog Pedersen
- 2023-2024 - Minna Viola Egede
- 2024-2025 - Amalie Breitenstein
- 2025-2026 - Ingen næstforperson